# Nuestro Mundo (serie de televisión)
Nuestro Mundo es un programa matutino guatemalteco de variedades producida por Albavisión y transmitido por Canal 7.

## Historia
El 14 de febrero de 1987 el programa es lanzado en televisión nacional bajo el nombre "Nuestro Mundo por la Mañana". Fue creado por Edgar Gudiel, Carlos de Triana, Eduardo Mendoza y Carlos Álvarez.
En este programa destacan varios presentadores entre ellos, Brenda González también conocida como "La Valeria", entró en 2003, Tito Rivera quien entra en 2008 y se retiraría en 2019, Juan Francisco Rodríguez, también conocido como "Pancho", entra en 2020, Mario Vallar, Paola Hütt, entre otros.
En 2012, el programa formó parte en una colaboración con varias cadenas televisivas para el homenaje América Celebra a Chespirito.
El programa inicio el 5 de agosto de 2018 en Canal 7. Su horario es de 8:00 AM hasta las 11:00 AM.

## Spin Offs

### Mundo Joven y Apartamento 7
A mediados de los 2000, existió un programa llamado "Mundo Joven" que era otro show matutino solo que este estaba dedicado a los jóvenes. este se emitió de 2003 hasta el 26 de enero de 2013. Este era conducido por Roberto García, Aída Estada, Gaby Porras, Rodrigo Wyss y Lissette Peñate.